# Lelkendorf
Lelkendorf é um município da Alemanha, situado no distrito de Rostock, no estado de Mecklemburgo-Pomerânia Ocidental. Tem 29,76 km² de área, e sua população em 2019 foi estimada em 464 habitantes.